# Leila Chicot
Pour les articles homonymes, voir Chicot.
Leïla Chicot est une chanteuse de zouk née le 4 avril 1979 à Sarcelles (Val-d'Oise, France).

## Biographie

### Jeunesse
Leïla Chicot, de son nom complet, Leïla Gabrielle Chicot, est née le 4 avril 1979 à Sarcelles, en France. Issue d'une famille d'ouvriers, elle grandit d'abord à Paris, où sa mère Nicole, d'origine martiniquaise, travaille à la tour Montparnasse. La famille quitte ensuite la métropole pour la Guadeloupe et Pointe à Pitre, dans le quartier Bergevin. Ses deux parents sont alors employés par la ville de Pointe-à-Pitre. 
Leïla chante depuis son plus jeûne âge. Elle est élue Miss du Carnaval 1996 de la Guadeloupe dans le groupe de carnaval Double Face et c'est en participant au concours Premier Micro (Moradisc) qu'elle se fait remarquer par Richard Birman et Tony Deloumeaux alors qu'elle est âgée de tout juste 16 ans.

### Carrière
Les deux compositeurs lui proposent d'interpréter des titres sur un concept appelé « Double Jeu » de la même maison de disques. Elle sort son premier album en 1996 : Double jeu.
En 2003, elle enregistre avec Jocelyne Labylle et Sonia Dersion la chanson Tu disais. Cette chanson est écrite par Jocelyne Labylle.
En Janvier 2007, elle devient productrice et animatrice d'une émission appelée Exclusive Zouk diffusée par un média haïtien Radio Méga à Miami. Cette émission présente pendant 2 heures les nouveautés Zouk venant des Antilles françaises, de la Guyane française, du Brésil, du Cap Vert, etc.

## Vie privée
En 2004, elle donne naissance à son premier enfant, Alyssa.

## Discographie

### Clips
- 2000 : Mété lé voile
- 2009 : Renaissance
- 2013 : Lov intans
- 2014 : Misik art
- 2015 : Pou mwen Feat. Mikaben & Olivier Duret
- 2016 : Konsians
- 2016 : Simen lanmou Feat. DJ Rapeed

## Filmographie
- 2014 : Jeu de dames de Maxwell A. Cadevall : Tamara